# Station Nowy Sącz Miasto
Station Nowy Sącz Miasto is een spoorwegstation in de Poolse plaats Nowy Sącz.